# Llengua gayle

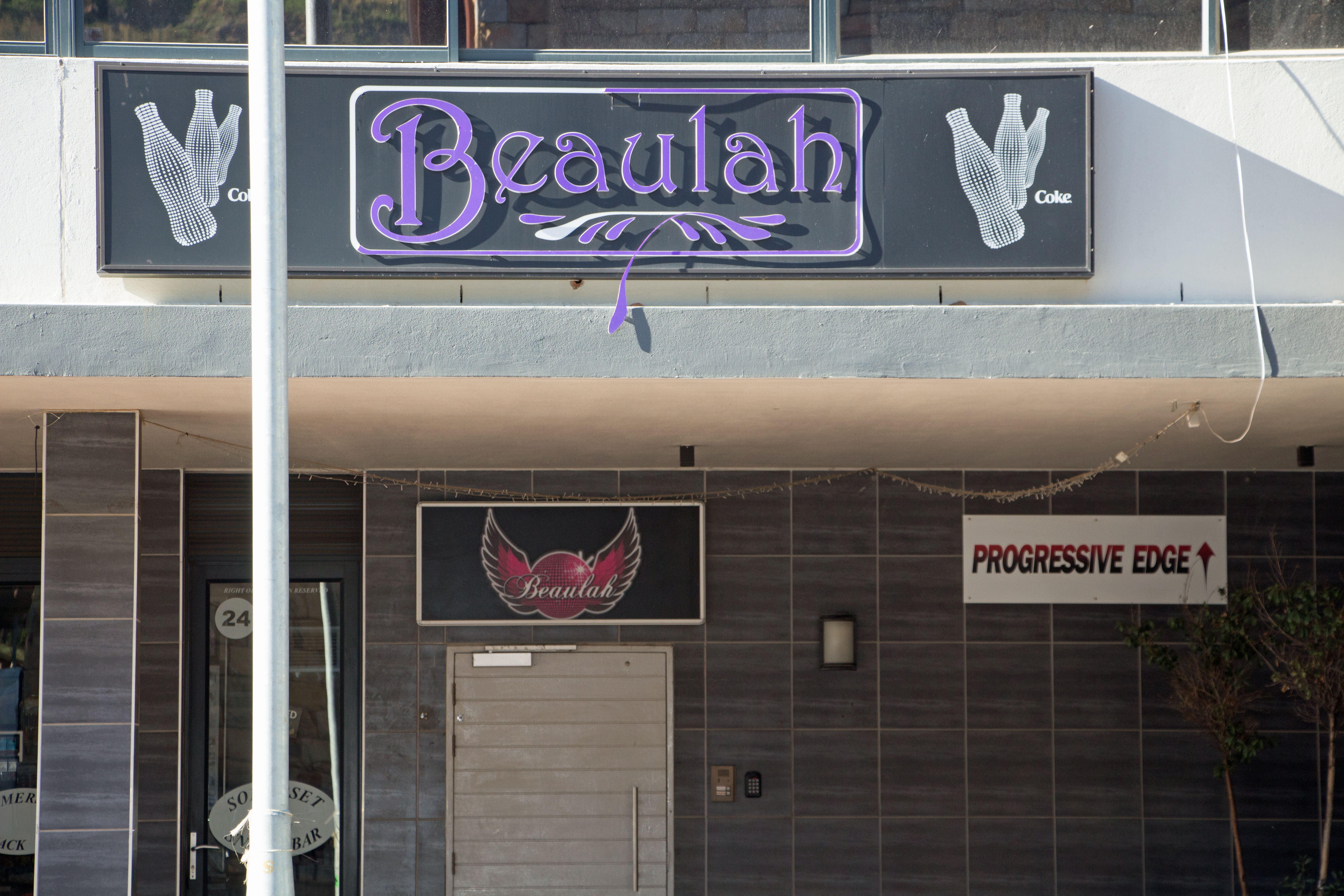
El Beaulah Bar, a De Waterkant, Ciutat de Cap, agafa el seu nom del mot Gayle "bonic".

El gayle, o gail, és un argot gai o criptolecte slang basat en l'anglès i l'afrikaans utilitzat principalment per parlants homosexuals de l'anglès i l'afrikaans en diverses comunitats urbanes de Sud-àfrica, similar en alguns aspectes al polari del Regne Unit, del qual n'ha manllevat alguns elements lèxics. L'equivalent utilitzat per altres homosexuals sudafricans parlants del bantu és la llengua isiNgqumo, basada en la llengua nguni.
Originalment, el gayle es va manifestar com el moffietaal (En afrikaans, literalment, "llenguatge homosexual") en la cultura drag de la comunitat de coloureds de la província del Cap a mitjans de la dècada de 1950. Aquest llenguatge va ser adoptat la dècada següent entre diversos cercles homosexuals blancs, convertint-se en part integrant de la cultura gai dels blancs a través dels koffie-moffies (en afrikaans, literalment, "els homes de cafè gais", nom slang per als assistents de vol masculins) de South African Airways, els anys '70.
A part d'algunes paraules prestades del polari (com ara la paraula varda, que vol dir "veure", i que al seu torn prové de la Lingua franca), la majoria del lèxic gayle són formacions alternatives utilitzant noms femenins, com ara Beulah per "bonic", Priscilla per "policia" o Hilda per "horrible". Els homes, especialment els altres homosexuals, sovint són referits mitjançant pronoms femenins, en alguns cercles, com és costum entre moltes contracultures homosexuals arreu del món.
El gayle va créixer pel mateix motiu que la majoria dels "anti-llenguatges" es desenvolupen en comunitats marginades: tenir una llengua secreta en una societat opressiva. Tot i així, també va satisfer altres funcions, com ara la conversa camp, proveint entreteniment en una subcultura on l'enginy verbal i les rèpliques són molt apreciades.

## Exemple
Varda that Beulah!, traduït com a "mira aquell home guapo!".:23–24